# Onchidella armadilla
Onchidella armadilla is een slakkensoort uit de familie van de Onchidiidae. De wetenschappelijke naam van de soort is voor het eerst geldig gepubliceerd in 1863 door Mörch.